# Chan Kandi
Chan Kandi – wieś w Iranie, w ostanie Azerbejdżan Zachodni, w szahrestanie Mijandoab. W 2006 roku liczyła 519 mieszkańców.